# Minipop
Minipop is een Amerikaanse dream-popband uit San Francisco, Californië. Hun debuutalbum A New Hope kwam uit in november 2007 op Take Root Records.

## Bandleden
- Tricia Kanne (zang, keyboards)
- Lauren Grubb (drums)
- Matthew Swanson (gitaar, keyboards)
- Nick Forte (basgitaar)